# Sant Feliu de Carbonils
Sant Feliu de Carbonils o de Carbonills, és una església del poble de Carbonils, actualment pertanyent al municipi d'Albanyà, inclosa en l'Inventari del Patrimoni Arquitectònic de Catalunya.

## Descripció
Situada a uns tres quilòmetres al nord del nucli urbà de la població d'Albanyà, prop del puig de Sant Feliu. Està adossada pel costat de tramuntana a les restes del temple anterior.
Església d'una sola nau capçada a llevant per un absis semicircular. Presenta dos sectors construïts en èpoques diferents. L'absis i la meitat de llevant de la nau són de construcció romànica tardana mentre que el tram de ponent correspon a una reforma posterior, i actualment presenta una coberta de dues vessants d'uralita. El tram de llevant de la nau és cobert per una volta apuntada seguida. L'absis també presenta volta apuntada i s'obre a la nau mitjançant un arc triomfal apuntat també. Les dues voltes són bastides amb carreus ben desbastats disposats en filades i arrenquen d'una cornisa de bocell, que també recorre l'extradós dels arcs de les finestres del temple. Les finestres que il·luminen l'església són de doble esqueixada i arcs de mig punt. N'hi ha una al mur meridional de la nau i també en trobem tres a l'absis. Al frontis hi ha una petita obertura rectangular d'un sol biaix al centre del parament. Aquesta façana està coronada per un campanar de cadireta de tres pilastres i dues arcades de mig punt, una de les quals està derruïda. L'única porta d'entrada està oberta al costat de migdia. És d'un sol arc adovellat amb el perfil molt rebaixat, amb la llinda monolítica i el timpà fet de carreus. Al costat de la porta hi ha un ull de bou bastit amb peces reaprofitades.
La construcció és bastida amb grans carreus de pedra sorrenca disposats en filades regulars. A la part superior de l'absis hi ha un fris de dents de serra i una cornisa motllurada recorre la part superior del mur de migdia.
Adossat a la banda nord del temple, al costat de l'absis, resta dempeus la capçalera del temple preromànic anterior. Presenta una planta trapezial i està coberta per una volta de canó lleugerament ultrapassada, bastida amb lloses primes disposades en filades regulars. L'arc que s'obria a la nau, de la queden escassos vestigis del seu mur de tramuntana, és de ferradura, adovellat i descansa damunt grans impostes monolítiques. La capçalera presenta tres finestres, la preromànica d'un sol biaix i arc de mig punt adovellat, situada a migdia, i les altres dues romàniques, a llevant i tramuntana, de doble esqueixada i arcs de mig punt. La construcció és bastida en pedra desbastada disposada en filades irregulars.

## Història
L'any 878 en un precepte concedit a Santa Maria d'Arles pel rei Lluís el Tartamut apareix esmentat el lloc de Carbonils. Però no és fins a molt més tard que es documenten notícies sobre l'església de Sant Feliu, malgrat que el conjunt edificat conserva parts clarament preromàniques. A final del segle xiii l'església de Sant Feliu apareix esmentada entre les parròquies i capelles que posseeixen rendes pròpies. Es succeeixen diferents notícies històriques al llarg del temps. L'església deixà de tenir culte a causa del despoblament que es produí després de la Guerra Civil i a partir d'aquest moment entrà en un procés de degradació i espoli. Entre 1976 i 1986 es varen fer treballs de neteja i de restauració i consolidació.
A la sagristia d'Albanyà es conserva una làpida sepulcral esculpida d'època gòtica primitiva, que procedeix d'aquí.
L'església de Carbonils forma part d'un conjunt d'edificis i restes medievals de notable interès. Es troba adossada a les ruïnes d'un temple preromànic, del que es poden veure restes a la capçalera i en alguna part de la nau. En canvi l'absis i la meitat est de la nau són d'època romànica tardana del segle xii o de la primera meitat del segle xiii; la restà és fruit d'una reforma tardana vers els segles XV o del XVI.